# 17-es busz (Nyíregyháza)
A nyíregyházi 17-es autóbusz Örökösföld és a Szélsőbokori út között közlekedik. A vonalat a Volánbusz üzemelteti.

## Útvonal
Örökösföld - Szélsőbokori út :
Örökösföld - Szalag utca - Örökösföldi piac - Család utca 52. - Egészségügyi Szakközépiskola - Rendelőintézet - Szegfű utca (Interspar) - Kodály Zoltán Általános Iskola - Vay Ádám körút - Búza tér - Mező utca - Konrevgyár - Autóbusz-állomás-Vasútállomás-Autóbusz-állomás-Konzervgyár- Bethlen Gábor utca 67. - Derkovits utca 5. - Derkovits utca 73. - Dugonics utca - Rozsnyó utca - Legyező utca 14. - Legyező utca 33. - Legyező utca 65. - Szélsőbokori út
Szélsőbokori út - Örökösföld:
Szélsőbokori út - Ív utca - Fészek utcai ABC - Legyező utca 14. - Rozsnyó utca - Dugonics utca - Derkovits utca 73. - Derkovits utca 5. - Mező u. 5. - Rákóczi utca 50. - Búza tér - Vay Ádám körút - Kodály Zoltán Általános Iskola - Szegfű utca (Interspar) - Rendelőintézet - Egészségügyi Szakközépiskola - Család utca 52. - Örökösföldi piac - Szalag utca - Örökösföld